# Mariano Boni
José Mariano Boni De Mathis, mais conhecido como Mariano Boni (Campo Grande, 27 de Janeiro de 1969) é jornalista formado pela Escola de Comunicações e Artes da Universidade de São Paulo (ECA/USP) e começou a carreira na rádio Jovem Pan de São Paulo, em 1988. Em 1991, foi contratado pela Rede Globo, onde foi produtor e editor do programa Fantástico, editor-executivo do Jornal Nacional em São Paulo, editor-chefe do Jornal da Globo, chefe de redação da TV Globo São Paulo e diretor de Jornalismo da TV Globo Brasília. Foi diretor-executivo da Central Globo de Jornalismo. Mariano Boni de Mathis ingressou no Entretenimento da Globo no dia 1º de dezembro de 2018.
Ao trocar o cargo no Jornalismo pelo novo desafio no Entretenimento da Globo, teve a trajetória resumida assim para os colegas em e-mail distribuído em 27 de novembro de 2018:
Começou cedo aqui na Globo, aos 20 anos, em 1991. Formado pela USP, era repórter da rádio Jovem Pan quando foi convidado para ser produtor do Fantástico em São Paulo. No Fantástico, ficou por 10 anos, como produtor e editor do programa, fazendo desde reportagens investigativas (como aquela em que trabalhou disfarçado de motorista de van usando uma camisa do Corinthians para denunciar a máfia do transporte clandestino), até séries de fôlego (como o Aqui se fala Português, em que rodou o mundo para mostrar a presença da nossa língua na África, Ásia e Europa). Esse foi o primeiro tempo do Mariano no jornalismo da Globo. Em 2001, como eu disse, passou a ser editor-executivo do Jornal Nacional em São Paulo. Em 2003, assumiu o cargo de editor-chefe do Jornal da Globo. Em 2005,  se tornou o nosso chefe de redação de Rede em São Paulo, onde ficou até ir para Brasília, em 2012, como Diretor Regional de Jornalismo, cargo que ocupou até vir para o Rio, em agosto de 2013, como diretor-executivo do Jornalismo.
Em todos esses cargos, participou da cobertura de tudo o que de mais importante aconteceu no Brasil nesse período: desde todas as eleições e posses presidenciais, visitas papais, acidentes aéreos traumáticos, crimes de repercussão nacional (caso Isabella Nardoni, assassinato do casal Richthofen, caso Eloá, PCC, entre outros), julgamento do Mensalão, protestos de 2013, operação Lava-jato, impeachment de Dilma, prisão de Lula até a eleição de Bolsonaro.
Nessa trajetória, também cobriu todas as Copas do Mundo e Olimpíadas desde 2002. Se perguntarem a ele, certamente dirá que o lugar que mais gosta no mundo é um switcher, fazendo a transmissão do Carnaval, de um dia de passeatas, de um casamento real britânico ou de uma sessão histórica no Congresso. Uma trajetória que o credencia para enfrentar o novo desafio que vem pela frente. Aos amigos do Entretenimento que ainda não o conhecem bem, faço um elogio tranquilizador: Mariano sempre parece que acabou de voltar da praia. Qualquer que seja a situação, está sempre de bom humor e tem sempre uma tirada que arranca boas risadas. Um profundo conhecedor da arte de fazer televisão, líder que lidera pelo exemplo e amigo para todas as horas. A ele, desejo toda a sorte do mundo.

## Realizações
- Trabalhou na rádio Jovem Pan, de São Paulo, como editor, repórter e chefe de reportagem.
- Em 1991, vai para a TV Globo São Paulo. Trabalha por 10 anos no programa Fantástico, como produtor e editor.
- De 2000 a 2003 é o editor responsável pelo Jornal Nacional em São Paulo.
- De 2003 a 2005 é o editor-chefe do Jornal da Globo.
- De 2005 a 2011 é o chefe de redação de rede da Globo São Paulo.
- De janeiro de 2012 a Julho de 2013 foi o diretor de jornalismo da Globo Brasília.
- De Julho de 2013 até 30 de novembro de 2018 foi diretor executivo de jornalismo da Rede Globo no Rio de Janeiro. [2]
- Em Janeiro de 2019 migra para o Entretenimento Globo, sendo diretor de gênero – Variedades, comandando os programas Altas Horas, Encontro, Mais Você, É de Casa, Vídeo Show (que foi extinto), Bem Estar (que passa do Jornalismo para o Entretenimento) e Conversa com Bial.

Cobriu as Olimpíadas de Atenas (2004), Pequim (2008) e Rio de Janeiro (2016), além das Copas do Mundo do Japão e da Coréia do Sul (2002), da Alemanha (2006), da África do Sul (2010), do Brasil (2014) e da Rússia (2018).